# Port Victoria
Port Victoria – miasto w Australii, w stanie Australia Południowa.